# Hyperforin
Hyperforin ist einer der Hauptinhaltsstoffe des Echten Johanniskrauts.

## Vorkommen

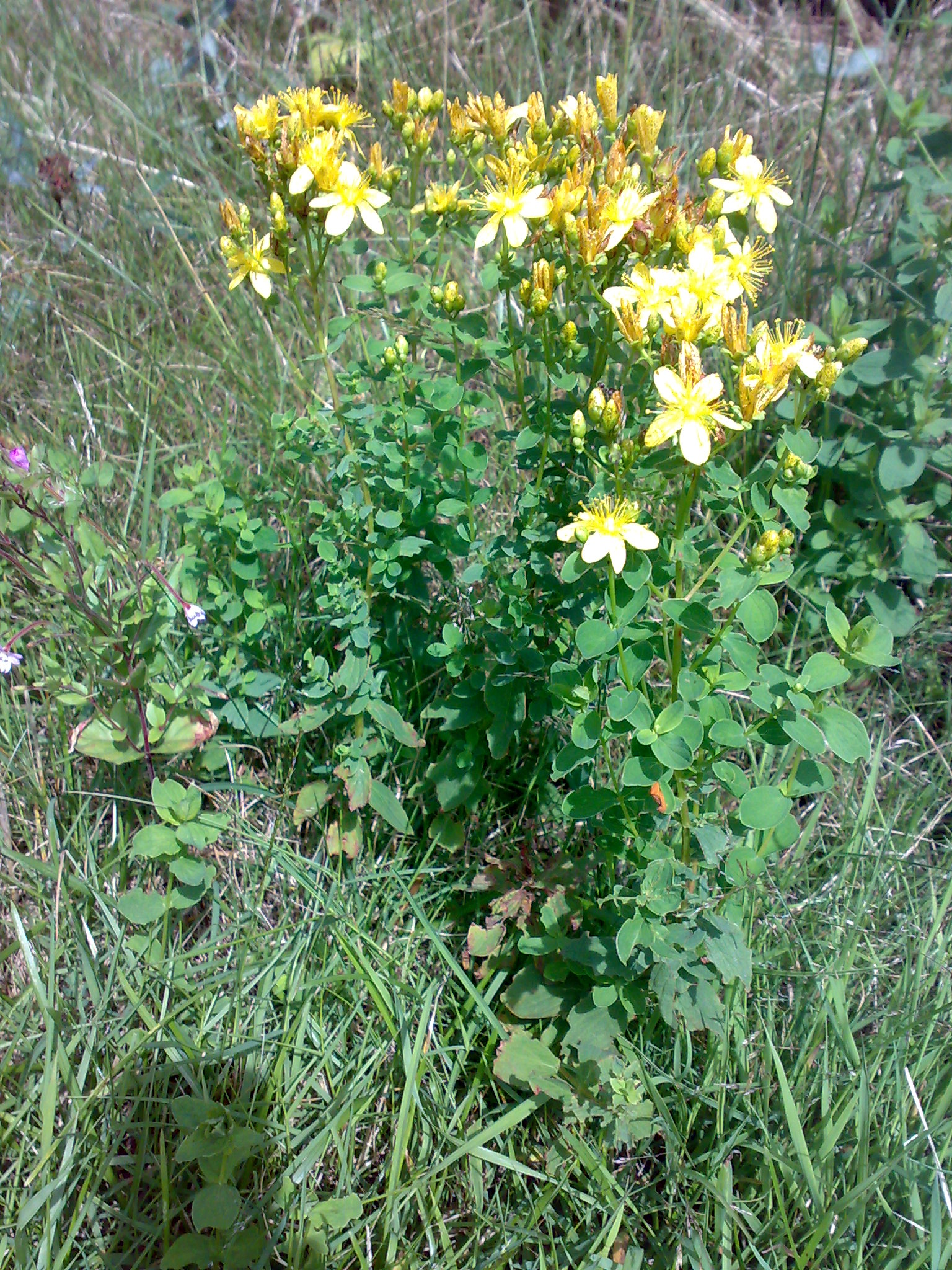
Echtes Johanniskraut (Hypericum perforatum)

In der Pflanze sammelt sich Hyperforin hauptsächlich in Stempel und Früchten, wo es als sekundärer Pflanzenstoff wahrscheinlich defensive Aufgaben hat.

## Struktur und Biosynthese
Chemisch-strukturell lässt sich Hyperforin durch Polyprenylierung vom Phloroglucin ableiten. Dabei verliert Letzteres aber sowohl seine Aromatizität als auch den phenolischen Charakter. Biochemisch entsteht das Grundgerüst des Hyperforins aus Isobutyryl-CoA und drei Molekülen Malonyl-CoA mit Hilfe der Isobutyrophenon-Synthase.

## Wirkungen
Medizinisch ist Hyperforin wirksam, eine der Hauptwirkungen von Hyperforin ist die als Antidepressivum. Hyperforin hemmt die Wiederaufnahme der Neurotransmitter Serotonin, Dopamin, Noradrenalin, GABA und Glutamat aus dem synaptischen Spalt. Hyperforin bindet außerdem an die Enzyme Cytochrom P450, CYP3A4 und CYP2C9 sowie an den Pregnan-X-Rezeptor (PXR).

## Abgeleitete Verbindungen
- Aristoforin (C37H54O6, CAS-Nummer: 849215-53-8)